# Castillo de Zambra
El castillo de Zambra se encuentra sobre una loma cercana a la población de Zambra, en el municipio de Rute, en la provincia andaluza de (Córdoba).

## Descripción
Del castillo se conserva el recinto amurallado, restos de la torre del homenaje, un torreón y una sala abovedada. Su estado es ruinoso.
Domina, por su cara E, el desplome de la piedra natural de unos 30 metros sobre la que se eleva majestuosa la torre del Homenaje que se sitúa en el ángulo N.E. del pequeño recinto de 18 x 26 metros constreñido entre los relieves pétreos del sur y el declive que lo limita por el oeste.